# Internet Auto Award
Der Internet Auto Award war Europas größter Online-Publikumspreis der Automobilbranche und wurde am 1. Juli 2014 zum 12. und letzten Mal von AutoScout24 verliehen. Bis zu 300.000 Onlinenutzer aus ganz Europa haben in den vergangenen Jahren in verschiedenen Kategorien das beliebteste Fahrzeug im Internet gewählt und so darüber entschieden, welcher Hersteller in den einzelnen Rubriken gewann. Jeder Sieger erhielt eine eigens für den Anlass kreierte Trophäe: die CAROLINA.
Bei der Wahl vom 14. Januar bis zum 15. März 2013 standen insgesamt 65 Modell-Neuheiten in den zwei Kategorien „Bestes Auto“ und „Bestes Elektrofahrzeug“ zur Wahl. In jeder Kategorie wurde das jeweils beliebteste Modell und damit der jeweilige Europasieger ermittelt.
Beim 11. Internet Auto Award kam zur letztjährigen Sonderkategorie „Zukunft“ die Kategorie „Design“ hinzu, für die die Redaktion des AutoScout24-Magazins einen Sonderpreis vergab. Unter allen Teilnehmern, die beim Online-Voting mitmachten, verloste AutoScout24 außerdem einen Opel Adam und einen Mercedes-Benz A 250 Sport.

## Kategorien
- Fahrzeug-Kategorien
  - Kleinwagen
  - Kompaktwagen
  - Mittelklasse
  - Obere Mittelklasse
  - Ober- & Luxusklasse
  - Vans & Kompaktvans
  - Geländewagen & SUV
  - Cabrios
  - Sportwagen & Coupés
  - Elektrofahrzeuge (seit 2011)

- Sonderkategorien
  - Innovation (2008 bis 2010)
  - Umwelt (2009 und 2010)
  - Zukunft (seit 2011)
  - Design (seit 2013)

## Sieger der vergangenen Jahre
|                                            | 2008 7. Internet Auto Award     | 2008 7. Internet Auto Award     | 2008 7. Internet Auto Award     | 2009 8. Internet Auto Award                | 2009 8. Internet Auto Award                | 2009 8. Internet Auto Award                | 2010 9. Internet Auto Award | 2010 9. Internet Auto Award | 2010 9. Internet Auto Award | 2011/12 10. Internet Auto Award | 2011/12 10. Internet Auto Award | 2011/12 10. Internet Auto Award |
| Kleinwagen:                                | Fiat 500                        | Fiat 500                        | Fiat 500                        | Alfa Romeo MiTo                            | Alfa Romeo MiTo                            | Alfa Romeo MiTo                            | Audi A1                     | Audi A1                     | Audi A1                     | Audi A1                         | Audi A1                         | Audi A1                         |
| Kompaktwagen:                              | Audi A3                         | Audi A3                         | Audi A3                         | Audi A3                                    | Audi A3                                    | Audi A3                                    | Audi A3                     | Audi A3                     | Audi A3                     | Audi A3                         | Audi A3                         | Audi A3                         |
| Mittelklasse:                              | Audi A4                         | Audi A4                         | Audi A4                         | Audi A4                                    | Audi A4                                    | Audi A4                                    | Audi A5 Sportback           | Audi A5 Sportback           | Audi A5 Sportback           | Audi A5 Sportback               | Audi A5 Sportback               | Audi A5 Sportback               |
| Obere Mittelklasse:                        | Audi A6                         | Audi A6                         | Audi A6                         | Audi A6                                    | Audi A6                                    | Audi A6                                    | Audi A6                     | Audi A6                     | Audi A6                     | Audi A6                         | Audi A6                         | Audi A6                         |
| Ober- & Luxusklasse:                       | Audi A8                         | Audi A8                         | Audi A8                         | Maserati Quattroporte                      | Maserati Quattroporte                      | Maserati Quattroporte                      | Porsche Panamera            | Porsche Panamera            | Porsche Panamera            | Porsche Panamera                | Porsche Panamera                | Porsche Panamera                |
| Vans & Kompaktvans:                        | VW Touran                       | VW Touran                       | VW Touran                       | Mercedes B-Klasse                          | Mercedes B-Klasse                          | Mercedes B-Klasse                          | Mercedes R-Klasse           | Mercedes R-Klasse           | Mercedes R-Klasse           | Mercedes B-Klasse               | Mercedes B-Klasse               | Mercedes B-Klasse               |
| Geländewagen & SUV:                        | Porsche Cayenne                 | Porsche Cayenne                 | Porsche Cayenne                 | BMW X6                                     | BMW X6                                     | BMW X6                                     | BMW X6                      | BMW X6                      | BMW X6                      | Range Rover Evoque              | Range Rover Evoque              | Range Rover Evoque              |
| Cabrios:                                   | Mercedes SL                     | Mercedes SL                     | Mercedes SL                     | BMW Z4                                     | BMW Z4                                     | BMW Z4                                     | Audi R8 Cabrio              | Audi R8 Cabrio              | Audi R8 Cabrio              | Ferrari 458 Spider              | Ferrari 458 Spider              | Ferrari 458 Spider              |
| Sportwagen & Coupés:                       | Audi R8                         | Audi R8                         | Audi R8                         | Audi R8                                    | Audi R8                                    | Audi R8                                    | Mercedes SLS AMG            | Mercedes SLS AMG            | Mercedes SLS AMG            | Mercedes SLS AMG                | Mercedes SLS AMG                | Mercedes SLS AMG                |
| Elektrofahrzeuge:                          | -                               | -                               | -                               | -                                          | -                                          | -                                          | -                           | -                           | -                           | Opel Ampera                     | Opel Ampera                     | Opel Ampera                     |
| Beliebtestes Auto in Europa:               | Audi R8                         | Audi R8                         | Audi R8                         | Opel Insignia                              | Opel Insignia                              | Opel Insignia                              | Mercedes SLS AMG            | Mercedes SLS AMG            | Mercedes SLS AMG            | Opel Ampera                     | Opel Ampera                     | Opel Ampera                     |
| Beste Messe-Neuheit:                       | -                               | -                               | -                               | Mercedes SLS AMG                           | Mercedes SLS AMG                           | Mercedes SLS AMG                           | Opel Astra Sports Tourer    | Opel Astra Sports Tourer    | Opel Astra Sports Tourer    | -                               | -                               | -                               |
| Sonderkategorie "Beste Innovation":        | BMW Dynamic Performance Control | BMW Dynamic Performance Control | BMW Dynamic Performance Control | Mercedes S-Klasse / Land Rover Range Rover | Mercedes S-Klasse / Land Rover Range Rover | Mercedes S-Klasse / Land Rover Range Rover | Mitsubishi ASX 1.8 DI-D     | Mitsubishi ASX 1.8 DI-D     | Mitsubishi ASX 1.8 DI-D     | -                               | -                               | -                               |
| Sonderkategorie "Beste Umwelt-Initiative": | -                               | -                               | -                               | Smart ED und REW / Mini E und E.ON Energie | Smart ED und REW / Mini E und E.ON Energie | Smart ED und REW / Mini E und E.ON Energie | Fiat 500 TwinAir            | Fiat 500 TwinAir            | Fiat 500 TwinAir            | -                               | -                               | -                               |
| Sonderkategorie "Technik":                 | -                               | -                               | -                               | -                                          | -                                          | -                                          | -                           | -                           | -                           | Ford B-MAX                      | Ford B-MAX                      | Ford B-MAX                      |
| Sonderkategorie "Zukunft":                 | -                               | -                               | -                               | -                                          | -                                          | -                                          | -                           | -                           | -                           | BMW i3                          | BMW i3                          | BMW i3                          |

| 2013 11. Internet Auto Award | 2013 11. Internet Auto Award                  | 2013 11. Internet Auto Award                  |                                               |
| ---------------------------- | --------------------------------------------- | --------------------------------------------- | --------------------------------------------- |
| Kompaktwagen:                | Mercedes-Benz A-Klasse                        | Mercedes-Benz A-Klasse                        | Mercedes-Benz A-Klasse                        |
| Elektrofahrzeuge:            | Toyota Prius Plug-In Hybrid                   | Toyota Prius Plug-In Hybrid                   | Toyota Prius Plug-In Hybrid                   |
| Sonderkategorie „Zukunft“:   | Weltweit erster Fußgänger-Airbag im Volvo V40 | Weltweit erster Fußgänger-Airbag im Volvo V40 | Weltweit erster Fußgänger-Airbag im Volvo V40 |
| Sonderkategorie „Design“:    | Ferrari LaFerrari                             | Ferrari LaFerrari                             | Ferrari LaFerrari                             |

| 2014 12. Internet Auto Award | 2014 12. Internet Auto Award       | 2014 12. Internet Auto Award       |                                    |
| ---------------------------- | ---------------------------------- | ---------------------------------- | ---------------------------------- |
| Die Schnellsten:             | Ferrari LaFerrari                  | Ferrari LaFerrari                  | Ferrari LaFerrari                  |
| Die Sparsamsten:             | Toyota Auris Touring Sports Hybrid | Toyota Auris Touring Sports Hybrid | Toyota Auris Touring Sports Hybrid |
| Die Günstigsten:             | Opel Adam                          | Opel Adam                          | Opel Adam                          |
| Die besten Elektroautos:     | BMW i8                             | BMW i8                             | BMW i8                             |
| Das beste Auto:              | Mercedes-Benz S-Klasse Coupé       | Mercedes-Benz S-Klasse Coupé       | Mercedes-Benz S-Klasse Coupé       |
| Sonderkategorie „Design“:    | Citroën C4 Cactus                  | Citroën C4 Cactus                  | Citroën C4 Cactus                  |